# Almás (folyó)
Az Almás (románul: Almaș) folyó Romániában, Erdélyben, a Szamos bal oldali mellékvize. Nevét először Anonymus említette 1190 táján.

## Futása
A Meszes-hegység alatt, annak keleti oldalán ered, Bánffyhunyadtól nyugatra. Forrásának tekinthető a Fiddi-patak és a Báboli-patak, amely a Meszes-hegység déli, gerebenhegyi magaslatáról ered. Ezután előbb keletnek, majd északnak haladva a Szamoshát nyugati pereme és az Almás-medence vizeit gyűjti össze, végül Zsibó fölött, Szamosőrmezőnél, Turbócával szemben ömlik a Szamosba.

## Települések a folyó mentén
(Zárójelben a román név szerepel.)
| - Felsőfüld (Fildu de Sus) - Középfüld (Fildu de Mijloc) - Alsófüld (Fildu de Jos) - Váralmás (Almașu) - Középlak (Cuzăplac) - Kisbozolnok (Bozolnic) - Zutor (Sutoru) - Magyarzsombor (Zimbor) - Kendermál (Chendremal) - Almásszentmihály (Sânmihaiu Almașului) | - Hidalmás (Hida) - Bányika (Baica) - Almásrákos (Racâș) - Kendermező (Chendrea) - Almásbalázsháza (Bălan) - Kettősmező (Chechiș) - Almásgalgó (Gâlgău Almașului) - Tihó (Tihău) - Szamosőrmező (Var) |